# Les Chercheurs de bonheur
Pour plus de détails, voir Fiche technique et Distribution.
Les Chercheurs de bonheur (titre original russe : Искатели счастья, Iskateli schastya) est un film soviétique réalisé par Vladimir Korch (ru) et Joseph Chapiro (ru) en 1936.

## Synopsis
L'histoire d'une famille juive venue des États-Unis s'installer dans un kolkhoze de l'Extrême-Orient russe,.

## Fiche technique
- Réalisation : Vladimir Korch (ru)
- Scénario : Iogann Zeltser (ru), Grigori Kobets
- Photographie : Boris Riabov
- Assistant réalisateur : Joseph Chapiro (ru)
- Décors : Vladimir Pokrovski
- Musique : Isaac Dounaïevski
- Paroles de chansons : Vladimir Volzhenine (ru)
- Son : N. Kossarev, K. Poznetchev
- Studio : Belarusfilm
- Format : 1.37 : 1 - Mono - noir et blanc - 35 mm
- Durée : 80 min
- Pays : URSS
- Date de sortie : 1936

## Distribution
- Maria Blumenthal-Tamarina : Dvoïra
- Benjamin Zuskin (en) : Pinia, mari de Bassia
- Alexandre Karev (ru) : Nathan, président de kolkhoze
- Boris Joukovski (ru) : père de Korneï
- Iona Biï-Brodski (ru) : Schlioma
- Ludmila Taïts : Bassia, fille de Dvoïra
- Sergueï Yarov : Korneï
- L.Schmidt : Rosa, fille de Dvoïra